# Daisuke Takahashi
Daisuke Takahashi (髙橋大輔?, Takahashi Daisuke; Okayama, 16 marzo 1986) è un ex pattinatore artistico su ghiaccio giapponese, vincitore della medaglia di bronzo ai XXI Giochi olimpici invernali di Vancouver 2010 e dell'oro ai Campionati mondiali di pattinaggio di figura di Torino 2010.

## Carriera
Daisuke Takahashi ha esordito nelle competizioni internazionali junior nella categoria maschile nella stagione 2000-2001. Dopo essere diventato campione del mondo junior nel 2002 ha iniziato a competere a livello senior.
Le prime medaglie sono arrivate nella stagione 2004-2005, un oro alle Universiadi e un bronzo ai Campionati dei Quattro continenti. La prima medaglia mondiale è l’argento conquistato nel 2007. Takahashi ha saltato l'intera stagione 2008-2009 a causa di un infortunio. In seguito Takahashi ha vinto il bronzo ai Giochi olimpici del 2010, l’oro ai Campionati del mondo disputati il mese successivo e una terza medaglia mondiale, un altro argento, nei Campionati del mondo 2012.
L'ultima gara di Takahashi sono stati i Giochi olimpici del 2014, nei quali si è classificato al sesto posto. Qualche mese più tardi Takahashi ha annunciato l'addio all'agonismo. 
Nell’autunno del 2018 Takahashi è tornato alle gare e ha partecipato a due successive edizioni dei Campionati nazionali giapponesi. Dopo il dodicesimo posto del 2019 ha abbandonato le competizioni maschili e ha iniziato a gareggiare nella disciplina della danza su ghiaccio insieme a Kana Muramoto. La coppia ha vinto un argento ai Campionati dei Quattro continenti nel 2022.

## Palmarès
GP: Grand Prix; CS: Challenger Series; JGP: Junior Grand Prix

### Danza su ghiaccio con Muramoto
| Internazionali                                                     | Internazionali | Internazionali | Internazionali |
| Evento                                                             | 2020–21        | 2021–22        | 2022–23        |
| ------------------------------------------------------------------ | -------------- | -------------- | -------------- |
| Campionati mondiali                                                |                | 16°            | 11°            |
| Campionati dei Quattro continenti                                  |                | 2°             | 9°             |
| GP NHK Trophy                                                      | 3°             | 6°             | 6°             |
| GP Skate America                                                   |                |                | 6°             |
| CS Denis Ten Memorial                                              |                |                | 1°             |
| CS Warsaw Cup                                                      |                | 2°             |                |
| Nazionali                                                          |                |                |                |
| Campionati giapponesi                                              | 2°             | 2°             | 1°             |
| Eventi a squadre                                                   |                |                |                |
| World Team Trophy                                                  |                |                | 3° S 4º P      |
| R = Ritirati; S = Risultato della squadra; P = Risultato personale |                |                |                |

### Singolo maschile
| Internazionali | Internazionali | Internazionali | Internazionali | Internazionali | Internazionali | Internazionali | Internazionali | Internazionali | Internazionali | Internazionali | Internazionali | Internazionali | Internazionali | Internazionali | Internazionali | Internazionali | Internazionali | Internazionali | Internazionali |
| Evento | 1997–98        | 1998–99        | 1999–00        | 2000–01        | 2001–02        | 2002–03        | 2003–04        | 2004–05        | 2005–06        | 2006–07        | 2007–08        | 2008–09        | 2009–10        | 2010–11        | 2011–12        | 2012–13        | 2013–14        | 2018–19        | 2019–20        |
| --- | -------------- | -------------- | -------------- | -------------- | -------------- | -------------- | -------------- | -------------- | -------------- | -------------- | -------------- | -------------- | -------------- | -------------- | -------------- | -------------- | -------------- | -------------- | -------------- |
| Giochi olimpici invernali |                |                |                |                |                |                |                |                | 8°             |                |                |                | 3°             |                |                |                | 6°             |                |                |
| Campionati mondiali |                |                |                |                |                |                | 11°            | 15°            |                | 2°             | 4°             |                | 1°             | 5°             | 2°             | 6°             |                |                |                |
| Campionati dei Quattro continenti |                |                |                |                |                | 13°            | 6°             | 3°             |                |                | 1°             |                |                | 1°             | 2°             | 7°             |                |                |                |
| GP Finale |                |                |                |                |                |                |                |                | 3°             | 2°             | 2°             |                | 5°             | 4°             | 2°             | 1°             | R              |                |                |
| GP Bofrost Cup |                |                |                |                |                | 11°            |                |                |                |                |                |                |                |                |                |                |                |                |                |
| GP Cup of China |                |                |                |                |                |                |                |                |                |                |                |                |                |                |                | 2°             |                |                |                |
| GP Trophée Eric Bompard |                |                |                |                |                |                | 5°             | 11°            |                |                |                |                |                |                |                |                |                |                |                |
| GP NHK Trophy |                |                |                |                |                | 8°             |                |                | 3°             | 1°             | 1°             |                | 4°             | 1°             | 1°             | 2°             | 1°             |                |                |
| GP Skate America |                |                |                |                |                |                |                |                | 1°             |                | 1°             |                |                | 1°             |                |                | 4°             |                |                |
| GP Skate Canada |                |                |                |                |                |                | 7°             |                |                | 2°             |                |                | 2°             |                | 3°             |                |                |                |                |
| Finlandia Trophy |                |                |                |                |                |                |                |                |                |                |                |                | 1°             |                |                |                |                |                |                |
| Universiadi |                |                |                |                |                |                |                | 1°             |                | 1°             |                |                |                |                |                |                |                |                |                |
| Giochi asiatici invernali |                |                |                |                |                | 6°             |                |                |                |                |                |                |                |                |                |                |                |                |                |
| Japan Challenge |                |                |                |                |                |                |                |                | 2°             |                |                |                |                |                |                |                |                |                |                |
| Internazionali: Junior |                |                |                |                |                |                |                |                |                |                |                |                |                |                |                |                |                |                |                |
| Campionati mondiali |                |                |                |                | 1°             |                |                |                |                |                |                |                |                |                |                |                |                |                |                |
| JGP Finale |                |                |                |                | 4°             |                |                |                |                |                |                |                |                |                |                |                |                |                |                |
| JGP Bulgaria |                |                |                |                | 2°             |                |                |                |                |                |                |                |                |                |                |                |                |                |                |
| JGP Cina |                |                |                | 9°             |                |                |                |                |                |                |                |                |                |                |                |                |                |                |                |
| JGP Giappone |                |                |                |                | 1°             |                |                |                |                |                |                |                |                |                |                |                |                |                |                |
| JGP Ucraina |                |                |                | 8°             |                |                |                |                |                |                |                |                |                |                |                |                |                |                |                |
| Internazionali: Novice |                |                |                |                |                |                |                |                |                |                |                |                |                |                |                |                |                |                |                |
| Triglav Trophy |                | 1°             |                |                |                |                |                |                |                |                |                |                |                |                |                |                |                |                |                |
| Nazionali |                |                |                |                |                |                |                |                |                |                |                |                |                |                |                |                |                |                |                |
| Campionati giapponesi |                |                |                |                | 5°             | 4°             | 3°             | 6°             | 1°             | 1°             | 1°             |                | 1°             | 3°             | 1°             | 2°             | 5°             | 2°             | 12°            |
| Campionati giapponesi junior |                |                | 3°             | 4°             | 1°             |                |                |                |                |                |                |                |                |                |                |                |                |                |                |
| Campionati giapponesi novice | 4° A           | 2° A           |                |                |                |                |                |                |                |                |                |                |                |                |                |                |                |                |                |
| Eventi a squadre |                |                |                |                |                |                |                |                |                |                |                |                |                |                |                |                |                |                |                |
| World Team Trophy |                |                |                |                |                |                |                |                |                |                |                |                |                |                | 1° S 1° P      | 3° S 1° P      |                |                |                |
| Japan Open |                |                |                |                |                |                |                |                | 1° S 2° P      |                | 1° S 4° P      |                |                | 1° S 2° P      | 3° S 6° P      | 1° S 1° P      | 1° S 4° P      |                |                |
| R = Ritirato; S = Risultato della squadra; P = Risultato personale; Medaglie assegnate solo per il risultato della squadra. Takahashi non ha partecipato a nessuna competizione nella stagione 2008–09. |                |                |                |                |                |                |                |                |                |                |                |                |                |                |                |                |                |                |                |